# Jüdischer Friedhof (Grabow)
Der Jüdische Friedhof Grabow liegt in der gleichnamigen Stadt im  Landkreis Ludwigslust-Parchim. Er steht unter Denkmalschutz.

## Geschichte

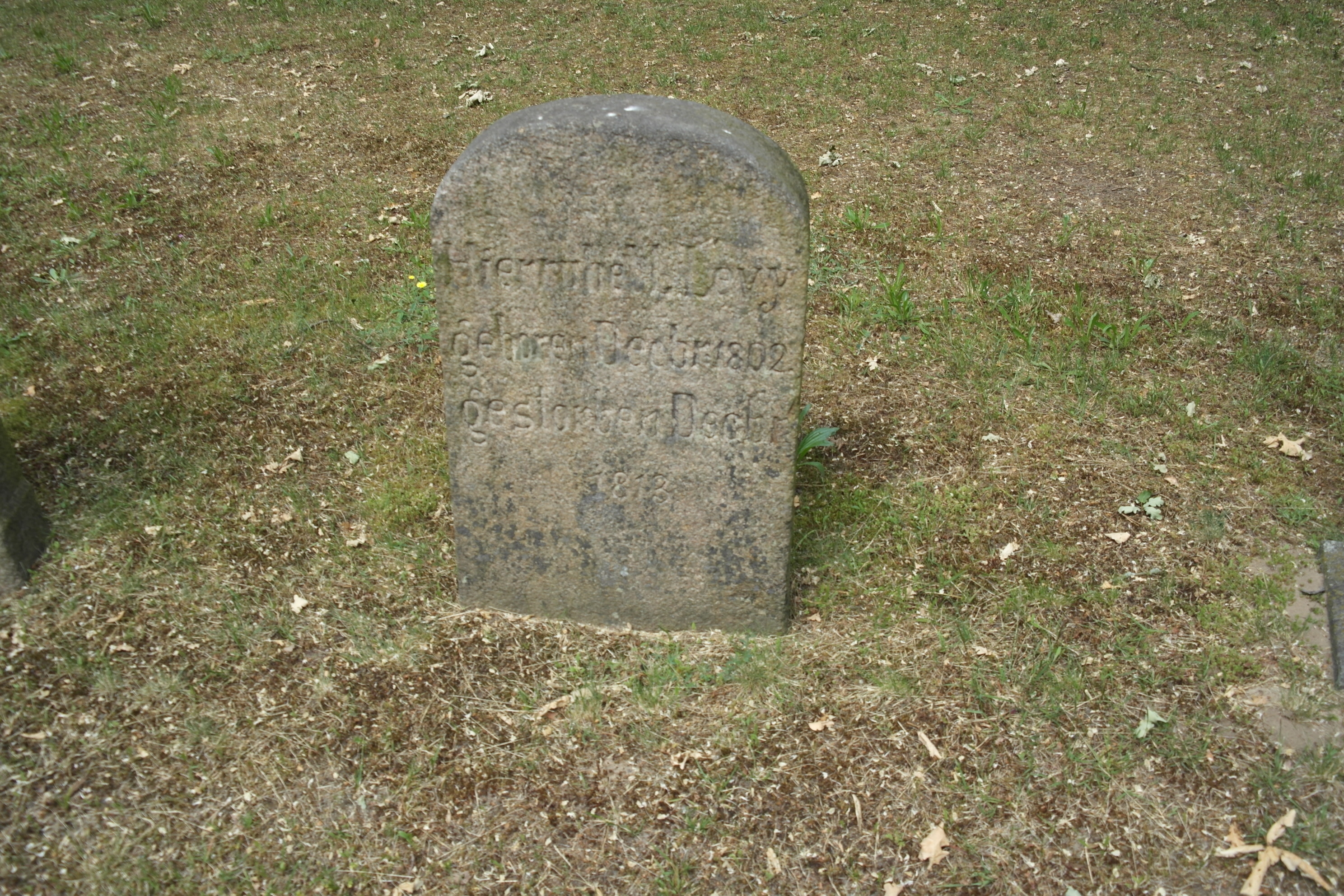
Grabstein Levy von 1813

Der Jüdische Friedhof in Grabow liegt im Nordwesten der Stadt auf einer Anhöhe zwischen den Straßen Trotzenburg bzw. am Neu Karstädter Weg. Erstmalige Erwähnung fand er um das Jahr 1790. Der älteste erhaltene Stein kennzeichnet das Grab der im Dezember 1813 verstorbenen Henriette Levy. Ursprünglich war der Friedhof mit einer Mauer umgeben.
Abgesehen von leichten Beschädigungen überstand der Friedhof die Zeit des Nationalsozialismus unversehrt.

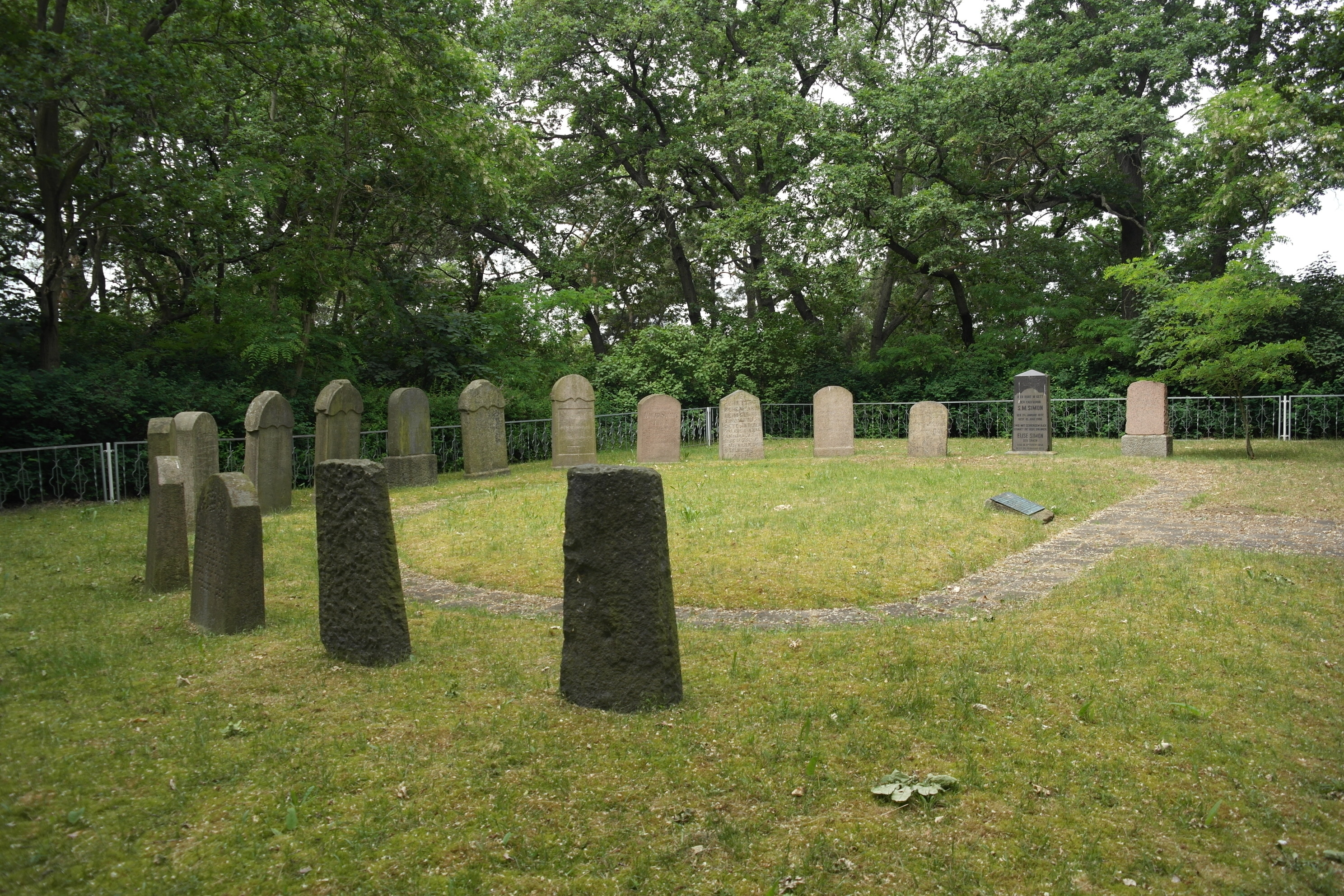
Wiederaufgestellte Grabsteine

Der Friedhof in seiner heutigen Gestalt auf dem Weinberg genannten Hügel entspricht nicht mehr seinem ursprünglichen Aussehen. Er wurde verkleinert auf heutige 286 m². Die Mauer wurde, da sie baufällig war, entfernt und durch einen eisernen Zaun ersetzt. 1952 wurden die Grabsteine zwecks Umgestaltung des Friedhofes abgeräumt. Die 17 Grabsteine sind heute halbkreisförmig angeordnet und befinden sich somit nicht mehr in der Originalstellung. Einer der schönsten Steine hat die restaurierte Inschrift: HIER RUHET TÄUBCHEN ARNHEIM, GEBORNE SIMON VOLLENDETE IN IHREM 7O. LEBENSJAHRE AM 26 JANUAR 1847 IHRE IRDISCHE LAUFBAHN. SANFTET RUHE IHRE ASCHE!
1988 wurden einzelne Steine mit Benzin übergossen und angesteckt. Der ortsansässige Steinmetzmeister Bernhard Senff rekonstruierte die Inschriften der Grabsteine.
Die Pflege des Friedhofs wurde von der Stadt Grabow übernommen. Das Eingangstor ziert ein Davidstern.